# Josh Groban (album)
Josh Groban è l'album omonimo del cantante Josh Groban.

## Tracce
1. Alla Luce del Sole (Maurizio Fabrizio, Guido Morra) (4:18)
2. Gira con Me (Lucio Quarantotto, David Foster, Walter Afanasieff) (4:42)
3. You're Still You (Linda Thompson, Ennio Morricone) (3:40)
4. Cinema Paradiso (Se) (E. Morricone, Andrea Morricone, Alessio de Sensi) (3:25)
5. To Where You Are (Richard Marx, L. Thompson) (3:53)
6. Alejáte (Albert Hammond, Marti Sharron) (4:50)
7. Canto Alla Vita (featuring The Corrs) (Cheope, Antonio Galbiati, Giuseppe Dettori) (4:16)
8. Let Me Fall (da Cirque du Soleil) (James Corcoran, Jutras Benoit) (4:12)
9. Vincent (Starry, Starry Night) (Don McLean) (4:39)
10. Un Amore per Sempre (W. Afanasieff, Marco Marinangeli) (4:26)
11. Home to Stay (Amy Foster-Skylark, Jeremy Lubbock) (4:33)
12. Jesu, Joy of Man's Desiring (featuring Lili Haydn) (J.S. Bach) (5:01)
13. The Prayer (con Charlotte Church) (Carole Bayer Sager, D. Foster) (4:25)